# Li Andersson
Li Sigrid Andersson (Turku, 13 de maig de 1987) és una política suec-parlant finlandesa, presidenta del partit Aliança d'Esquerra, diputada del Parlament finlandès, regidora de la seva ciutat natal i antiga portaveu de l'organització juvenil del seu partit. Des del 6 de juny de 2019 ostenta el càrrec de ministra d'Educació.

## Trajectòria
A les eleccions parlamentàries de 2015, fou escollida amb el major nombre de vots personals al Sud-oest de Finlàndia (amb 17 seients), superant fins i tot els presidents del Partit de la Coalició Nacional i la Lliga Verda. A les eleccions municipals de 2017 fou una de les candidatures de fora de Hèlsinki que obtingué més vots, assolint el sisè lloc absolut a tota Finlàndia.
Al febrer de 2016, anuncià la seva candidatura a la presidència del partit Aliança d'Esquerra. El 6 de juny de 2016 obtingué 3,913 vots (61.85 %) en una elecció no oficial entre els membres del partit. La decisió quedà confirmada l'11 de juny de 2016 en una reunió del partit a Oulu.
Després de les eleccions parlamentàries de 2019, en les que l'Aliança d'Esquerra obtingué quatre escons més, s'uní al gabinet Rinne liderat pel Partit Socialdemòcrata de Finlàndia, assolint el 6 de juny de 2019 el càrrec de ministra d'Educació. Després del col·lapse del gabinet al desembre de 2019, continuà en el càrrec, aquesta vegada integrant el gabinet Marin.

## Història electoral
Els resultats electorals obtinguts en els diferents comicis en els que es presentà foren:

### Eleccions municipals
| Any  | Municipi | Vots  | Resultat  |
| ---- | -------- | ----- | --------- |
| 2008 | Turku    | 175   | No electa |
| 2012 | Turku    | 2,422 | Electa    |
| 2017 | Turku    | 6,415 | Electa    |

### Eleccions parlamentàries
| Any  | Districte electoral   | Vots   | Resultat  |
| ---- | --------------------- | ------ | --------- |
| 2011 | Sud-oest de Finlàndia | 2,170  | No electa |
| 2015 | Sud-oest de Finlàndia | 15,071 | Electa    |
| 2019 | Sud-oest de Finlàndia | 24,404 | Electa    |

### Eleccions del Parlament Europeu
| Any  | Districte electoral | Vots   | Resultat  |
| ---- | ------------------- | ------ | --------- |
| 2014 | Finlàndia           | 47,599 | No electa |